# Чомолхари-Канг
Чомолхари-Канг (кит. 卓木拉日康峰, пиньинь Zhuōmùlārì kāng fēng), Чомолхари, или Чомо-Лхари — гора на границе Тибетского автономного района Китайской Народной Республики и дзонгхага Гаса (по другим данным — Тхимпху) Королевства Бутан, часть горной системы Гималаи.
Абсолютная высота, по разным оценкам, составляет от 7034 до 7121 м: веб-сайт «Peakbagger.com» сообщает о высоте в 7050 м, китайская экспедиция сообщила о высоте в 7054 м, однако наиболее распространённая оценка — 7046 м. Относительная высота — 2086 м.
Название горы происходит от слова «чомо», которое переводится с тибетского языка как «богиня» или «госпожа».
Первое восхождение на гору в 2013 году совершила китайская экспедиция, состоявшая из двух альпинистов: Чжоу Пэна и Ли Шуана. В 2016 году члены альпинистской ассоциации Пекинского университета предприняли попытку восхождения на вершину, однако остановились на отметке в 6600 м.